# Schwarzbuch Markenfirmen
Das Schwarzbuch Markenfirmen – Die Machenschaften der Weltkonzerne von Klaus Werner-Lobo und Hans Weiss erschien erstmals 2001. 2003 erschien eine Neuausgabe (Das neue Schwarzbuch Markenfirmen) mit einer Gesamtauflage von über 150.000 Exemplaren, hinzu kamen Übersetzungen ins Niederländische, Spanische, Ungarische, Türkische, Chinesische, Koreanische, Schwedische, Russische und Bulgarische. Die im Juni 2006 erschienene Neuausgabe (jetzt im Ullstein-Verlag) wurde im Frühjahr 2010 komplett aktualisiert. In den Neuausgaben, die seit September 2014 unter dem Titel Schwarzbuch Markenfirmen – Die Welt im Griff der Konzerne erscheinen, werden auch neuere Global Player wie Facebook, Google, Amazon und Apple untersucht.

## Inhalt
Das Schwarzbuch listet die 50 größten Weltkonzerne wie adidas, Coca-Cola, McDonald’s, Daimler AG, Nestlé, Pfizer und Toyota auf, die von Folter, Sklaverei, illegalen Medikamentenversuchen an Menschen, politischer und sozialer Diskriminierung, Ressourcenvernichtung und Umweltzerstörung profitieren sowie die Verfolgung von Gewerkschaftern und anderen Kritikern unterstützen.
Im allgemeinen Teil werden mögliche Zusammenhänge zwischen der Globalisierung und der systematischen Verletzung von Menschenrechten durch die Politik transnationaler Unternehmen erläutert, aber auch die Verflechtungen zwischen Politik, Konzernen und internationalen Organisationen wie der WTO, IWF oder Weltbank. Das Buch untersucht wichtige Konsumbranchen (Lebensmittel, Erdöl, Bekleidung etc.) auf ihre Rolle im globalen Wirtschaftssystem. Zudem werden Alternativen für das Konsumverhalten aufgezeigt. In der neusten Ausgabe wird Deutschland im Vergleich zu anderen Staaten mit Stand vom Jahr 2012 als „Steueroase für multinationale Konzerne“ bezeichnet.
Der Autor Klaus Werner behauptet, monatelang zum Schein als korrupter afrikanischer Rohstoffhändler agiert zu haben, um nachzuweisen, dass die Bayer AG den Krieg in der Demokratischen Republik Kongo, der über drei Millionen Todesopfer gefordert hat, mitfinanzierte. Co-Autor Hans Weiss schreibt, er habe versucht, getarnt als Pharmaberater, zu beweisen, dass westliche Pharmaunternehmen in Osteuropa lebensgefährliche Medikamentenversuche an Menschen durchführen lassen.

## Rezeption
Das Buch wurde vom ORF als „Bibel der Globalisierungsgegner“ bezeichnet. Das Schwarzbuch Markenfirmen wurde mit Naomi Kleins No Logo! verglichen, da beide Werke Marken- und Globalisierungskritik verbinden und versuchen, Alternativen für den einzelnen Konsumenten aufzuzeigen. Während Klein einen kulturkritischen Ansatz verfolgt, setzt das Schwarzbuch auf einen journalistischen Stil.
Die Frankfurter Rundschau attestierte dem Buch 2002 „verdienstvoll[e]“ Recherchen. Als starkes Indiz dafür, dass die Autoren den „Seriositätstest“ bestanden hätten, sei auch der Umstand zu bewerten, dass keine der Firmen gegen die Darstellung Klage erhoben habe.
Der Spiegel bemängelte 2001 eine nicht immer detaillierte Beweisführung sowie die bisweilen undifferenzierte Argumentation der Autoren. Bis auf wenige Ausnahmen würden sich die Autoren auf Quellen aus zweiter Hand, wie etwa kritische Journalisten oder Gewerkschaftsinformationen, berufen. Dennoch dürfte das Buch "seine Wirkung kaum verfehlen. Es attackiert die Konzerne an ihrer empfindlichsten Stelle: ihrem Ruf."
In der Annotierten Bibliografie der Politikwissenschaft wird die 2014 erschienene Neuausgabe lobend besprochen; insbesondere lägen „die Stärken des Buches [...] in der Fülle an Informationen über einzelne Großkonzerne und in den verschiedenen Schilderungen legaler, aber unlauterer Vorteilsbeschaffung“.

## Textausgaben
- Klaus Werner, Hans Weiss: Das neue Schwarzbuch Markenfirmen. Die Machenschaften der Weltkonzerne. Deuticke Verlag, Wien 2003, ISBN 3-216-30715-8.
- Klaus Werner, Hans Weiss: Das neue Schwarzbuch Markenfirmen. Die Machenschaften der Weltkonzerne. Ullstein Verlag, 2006, ISBN 3-548-36847-6.
- Klaus Werner, Hans Weiss: Das neue Schwarzbuch Markenfirmen. Die Machenschaften der Weltkonzerne. Ullstein Verlag, 2010, ISBN 978-3-548-37314-0.
- Klaus Werner-Lobo, Hans Weiss: Schwarzbuch Markenfirmen. Die Welt im Griff der Konzerne. Deuticke im Paul Zsolnay Verlag, Wien, 2014, ISBN 978-3-552-06259-7.